# Vilfredo Pareto

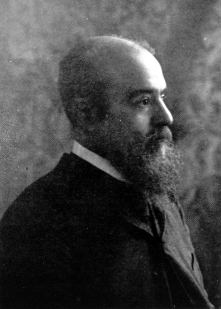
Vilfredo Pareto

Vilfredo Pareto (Parijs, 15 juli 1848 – Genève, 19 augustus 1923) was een Italiaans econoom.
Hij introduceerde het Pareto-optimum voor nutscurves in de micro-economie. Tevens is hij bekend vanwege het Paretoprincipe: hij constateerde dat 20% van de bevolking 80% van het vermogen in Italië bezat. Deze 80-20-regel is later op veel andere zaken toegepast. Dit principe is gebaseerd op de Zipfdistributie.
Ook was hij een van de opstellers van de elitetheorie die stelt dat in de staat de sleutelposities worden ingenomen door een machtselite en dat dit ook het geval is binnen een parlementaire democratie.
Pareto is een van de grondleggers van de moderne welvaartstheorie. Deze theorie maakt inzichtelijk onder welke voorwaarden een optimale verdeling van productiemiddelen ontstaat en hoe de welvaartsverdeling over de huishoudens plaatsvindt. Van belang hierbij is het zogenoemde pareto-compensatiebeginsel. Dit beginsel betekent het volgende:
- bij een verandering in de verdeling van de welvaart treden er verliezers en winnaars op;
- kunnen de verliezers uit de winst van de winnaars worden gecompenseerd dan is de verandering pareto-optimaal.

Kortom, een pareto-optimale verandering in verdeling van de welvaart is als alle verliezers voor het verlies uit de winst van de winnaars kunnen worden gecompenseerd.   

## Leven
Alhoewel al vroegtijdig in zijn leven een aanhanger van het liberalisme, stierf Pareto als fascist (hij werd kort voor zijn dood tot de Italiaanse Senaat benoemd door Mussolini). De reden van de bekering van Pareto lag in het opkomende marxisme binnen Italië, waartegen de Liberale Partij aldaar te weinig tegenstand bood.
- Base de données des élites suisses: 76404
- Bibsys: 90056351
- Biblioteca Nacional de Chile: 000057068
- Biblioteca Nacional de España: XX1127319
- Bibliothèque nationale de France: cb11918602b (data)
- Catàleg d'autoritats de noms i títols de Catalunya: 981058507787806706
- CiNii: DA01018067
- Gemeinsame Normdatei: 118591711
- Historisch woordenboek van Zwitserland: 041419
- International Standard Name Identifier: 0000 0001 0862 4561
- Library of Congress Control Number: n79018804
- Nationale Bibliotheek van Letland: 000070467
- Bibliotheek van het Japanse parlement: 00472732
- Nationale Bibliotheek van Tsjechië: jn20000701370
- Nationale bibliotheek van Australië: 35408738
- Nationale Bibliotheek van Israël: 987007276073205171
- Nationale Bibliotheek van Polen: a0000001240346
- Nationale en Universitaire bibliotheek Zagreb: 000133962
- Nederlandse Thesaurus van Auteursnamen: 068472587
- Réseau des bibliothèques de Suisse occidentale: 02-A000127767
- Russische Staatsbibliotheek: 000086266
- Istituto Centrale per il Catalogo Unico: CFIV063949
- LIBRIS: 250065
- SNAC: w6902p5w
- Système universitaire de documentation: 027058115
- Trove: 942226
- Virtual International Authority File: 2475156
- WorldCat: E39PBJy8rcgQKkYCjMxjx7DDv3